# 福井運動公園
福井運動公園（ふくいうんどうこうえん）は、福井県福井市 に所在する福井県立の都市公園（運動公園）である。

## 概要
1968年に開催された第23回国民体育大会に合わせて整備された総合運動公園である。同大会終了後も福井県民のスポーツ振興発展に寄与している。
東側に福井少年運動公園（通称「こどもの国」、38,900m2）が隣接しており、一体として管理されている。大型すべり台やジャングルジムなどの遊具施設がある。屋内休憩所にプラネタリウムがある。 
2012年、県は2018年の第73回国民体育大会に向け、県営体育館の建て替えなどを含む福井運動公園の改修計画を発表した。実際の工事は平成26年度（2014年）から28年度（2017年3月まで）の間に実施される。

## 施設
- 陸上競技場

- 補助競技場
- 体育館

- 野球場

- テニスコート

- 水泳場

- ラグビー・サッカー場

## 設備
- 遊具

| 種類           | ある | ない |
| -------------- | ---- | ---- |
| 滑り台         | ○    |      |
| シーソー       |      | ○    |
| ブランコ       | ○    |      |
| 回転遊具       |      | ○    |
| ジャングルジム | ○    |      |
| 鉄棒           |      | ○    |
| 砂場           |      | ○    |
| 水道           | ○    |      |
| スプリング遊具 | ○    |      |

- トイレ
  - 男女別々にトイレは分かれており、車いす用のトイレもある。

- 地面

- そのほか

|                  | ある | ない |
| ---------------- | ---- | ---- |
| 駐車場           | ○    |      |
| ベンチ           | ○    |      |
| 日よけになる場所 | ○    |      |
| 時計             | ○    |      |

- グラウンドもあり。

## 交通アクセス
- 北陸新幹線・ハピラインふくい線・えちぜん鉄道勝山永平寺線 福井駅 西口（福井城址口）、または福井鉄道福武線 福井駅停留場から、
  - 京福バス 70・71系統（運動公園線）「運動公園南門前」下車、南門すぐ。
    - 70系統は福井鉄道福武線 福井城址大名町駅から約250 mの「福井銀行本店前（西行）」からも乗車でき、福井駅を経由しない列車から乗り換える場合は便利（ただし屋根なし）。
    - 71系統は福井鉄道福武線 ベル前駅から約250 mの「ベル前（西行）」、ハピラインふくい線・JR越美北線（九頭竜線） 越前花堂駅から約650 m、福井市南消防署南隣の「大町口（南行）」からも乗車でき、福井駅より先にそれらの駅を通る場合は便利（ただし「大町口」は屋根なし）。
    - 公園北西寄りにある体育館、補助競技場へは「運動公園北口」下車で第3駐車場門（全国・地方ブロック大会・県総体やプロ公式戦など競技関係者の占用等により第3駐車場からの一般入園制限がある場合は「運動公園一丁目」下車で北門）の利用がより近い。

  - 京福バス 73・74系統（清水グリーンライン線）「みどり図書館前」下車、公園碑前（運動公園交差点）を経由し正門まで約500 m。
    - 先述の「福井銀行本店前（西行）」、もしくは福井鉄道福武線 赤十字前駅から約350 mの「赤十字病院」からも乗車でき、福武線沿線の鯖江市・越前市方面から向かう場合は便利。
    - 少年運動公園はこの途上、正門の手前約80 mの北側に出入口がある。

  - タクシー 北門まで約4.4 km。主に福井県道6号福井四ヶ浦線経由。
- E8 北陸自動車道 福井ICより、国道158号、福井県道・石川県道5号福井加賀線、福井県道28号福井朝日武生線経由、正門を入って第1駐車場まで約9 km。

## その他
- 当園敷地から狐川を挟んだ西側は開園後に宅地開発が行われ、「運動公園（一・二・三・ 四丁目）」という町名が付けられた。しかし当園はその範囲に含まれていない。